# Bases aériennes Williams
 (février 2018).
Si vous disposez d'ouvrages ou d'articles de référence ou si vous connaissez des sites web de qualité traitant du thème abordé ici, merci de compléter l'article en donnant les références utiles à sa vérifiabilité et en les liant à la section « Notes et références ».

Les bases aériennes Williams (OACI: YMPC) sont un ensemble de deux bases aériennes situées dans la banlieue de Melbourne en Australie. Les deux bases existaient auparavant comme bases indépendantes de l'armée de l'air australienne et sont situées, l'une à Point Cook; l'autre à Laverton. En 1999, elles ont été fusionnées pour les bases Williams. Le nom a été choisi en l'honneur du maréchal de l'air Sir Richard Williams, le « père » de la Royal Australian Air Force.

## Base aérienne Williams de Point Cook
Point Cook a été acheté par le gouvernement en 1912 avec l'intention d'y implanter ce qui allait devenir l'Australian Flying Corps. Grâce au succès de l'AFC lors de la Première Guerre mondiale, l'AFC est devenu une armée distincte, la Royal Australian Air Force. Point Cook est restée la seule base jusqu'en 1925 lorsque les bases de Richmond et de Laverton ont également été construites. 
Point Cook est considéré comme le berceau et le foyer spirituel de la RAAF. Il contient un terrain de la mémoire qui a été construit dans les années 1920, un site qui était utilisé précédemment par l'AFC pour les exercices de formation. Point Cook a encore un terrain d'aviation en exploitation mais les opérations militaires sont généralement limitées au Musée basé là-bas. Le terrain d'aviation est utilisé par un certain nombre d'usagers de l'aviation générale, mais il est toujours classé comme  aérodrome militaire. Il a la plus longue exploitation en continu d'un aérodrome militaire dans le monde. 
La base Williams de Point Cook base est le siège de l'école de l'armée de l'air y compris l'École de formation des officiers (OTS) et du Musée de la RAAF. Toutes les fonctions administratives sont situées sur la base Laverton, et il y a un mess unique de service (Annexe mess des officiers), qui fournit un service de repas à l'ensemble du personnel, et un service de bar réservé aux étudiants. 

## Base aérienne Williams de Laverton
Laverton est la troisième plus ancienne base de la RAAF, construite en même temps que la base Richmond mais, qui a été ouverte légèrement avant elle. Laverton est le quartier-général du groupe d'entrainement de l'Armée de l'Air (anciennement Training Command). Elle abrite également tous les services administratifs des deux bases mais aussi l'école des langues de toute l'armée, le centre international d'entrainement de l'armée, le directeur général de la navigabilité technique, l'escadrille n° 21 (ville de Melbourne) de la réserve active et un certain nombre de petites sous-unités. Elle accueille également un élément de 7e bataillon du régiment royal du Victoria, l'armée de réserve australienne. 
L'aérodrome de Laverton a été mis hors service au début des années 1990. Au début de l'année 2007, le gouvernement de l'État du Victoria a donné son accord pour pouvoir agrandir l'aérodrome et allonger la piste vers la nouvelle banlieue de Williams Landing. Trois domaines d'une superficie totale de 55 ha ont été ainsi réservés. 